# Вали (Вашингтон)
Вали (енгл. Valley) насељено је место без административног статуса у америчкој савезној држави Вашингтон.

## Демографија
По попису из 2010. године број становника је 146.
| Група             | 2000.    | 2010.       |
| Белци             | 0 (0,0%) | 120 (82,2%) |
| Афроамериканци    | 0 (0,0%) | 4 (2,7%)    |
| Азијати           | 0 (0,0%) | 0 (0,0%)    |
| Хиспаноамериканци | 0 (0,0%) | 2 (1,4%)    |
| Укупно            | 0        | 146         |